# 小叶龙竹
小叶龙竹（学名：Dendrocalamus barbatus）为禾本科牡竹属下的一个种。

## 扩展阅读
- 維基物種上的相關：小叶龙竹